# 닛산 패스파인더
닛산 패스파인더(Nissan Pathfinder)는 닛산의 준대형 스포츠 유틸리티 자동차이다.

## 1세대(WD21)

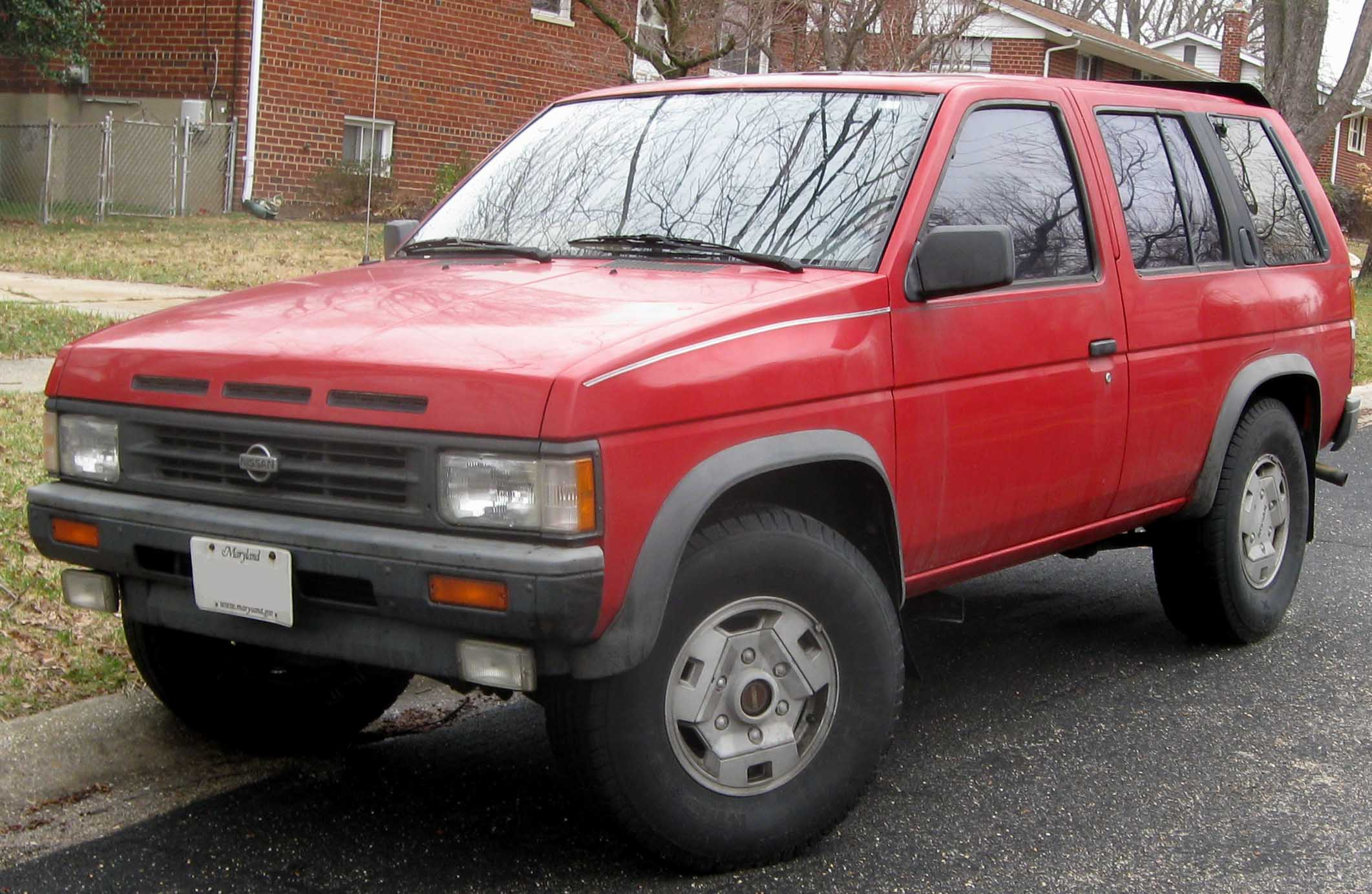
닛산 패스파인더 5도어 정측면

1985년에 출시되었다. 3도어와 5도어로 나뉜다.

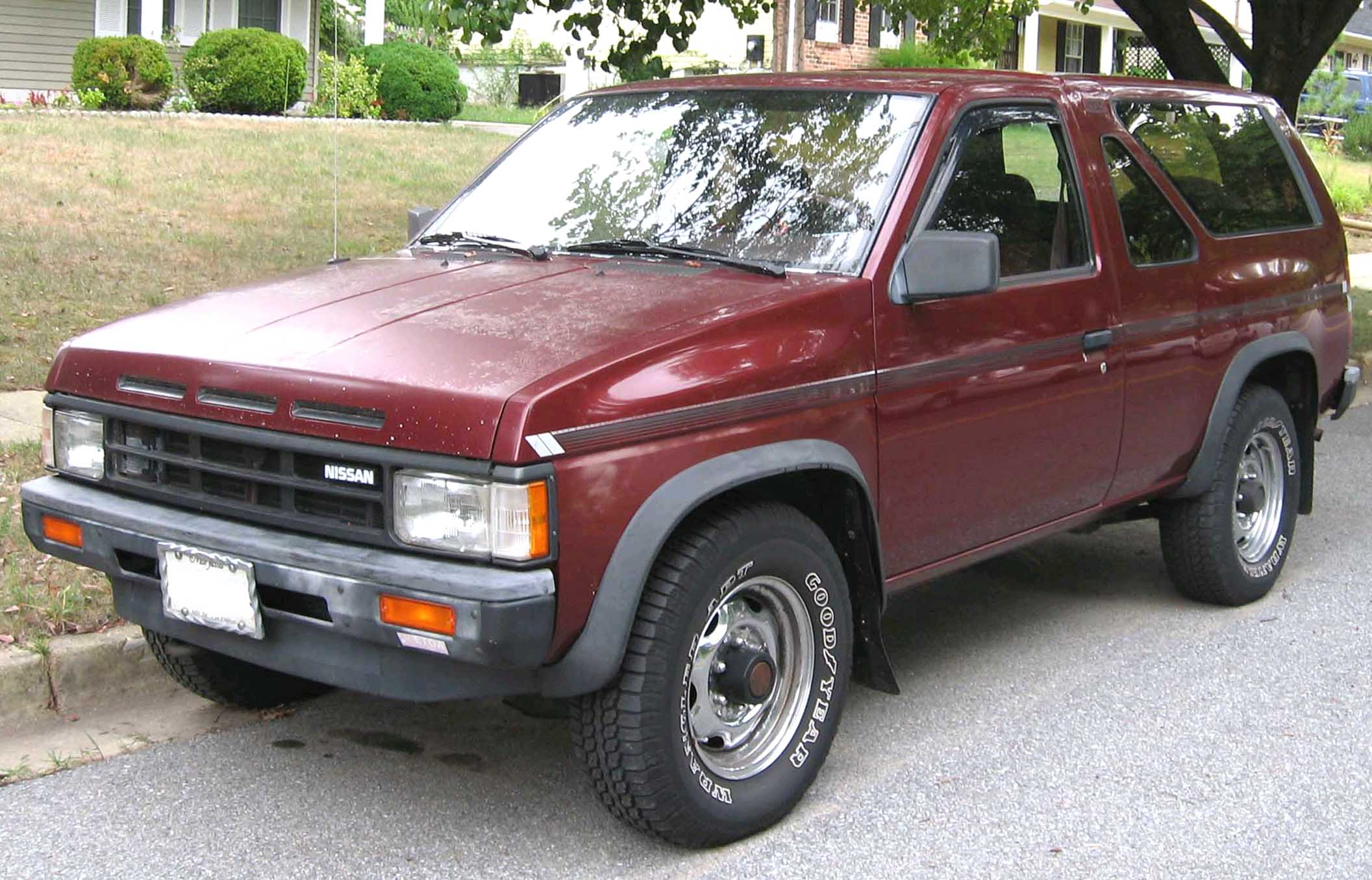
닛산 패스파인더 3도어 정측면

## 2세대(R50)

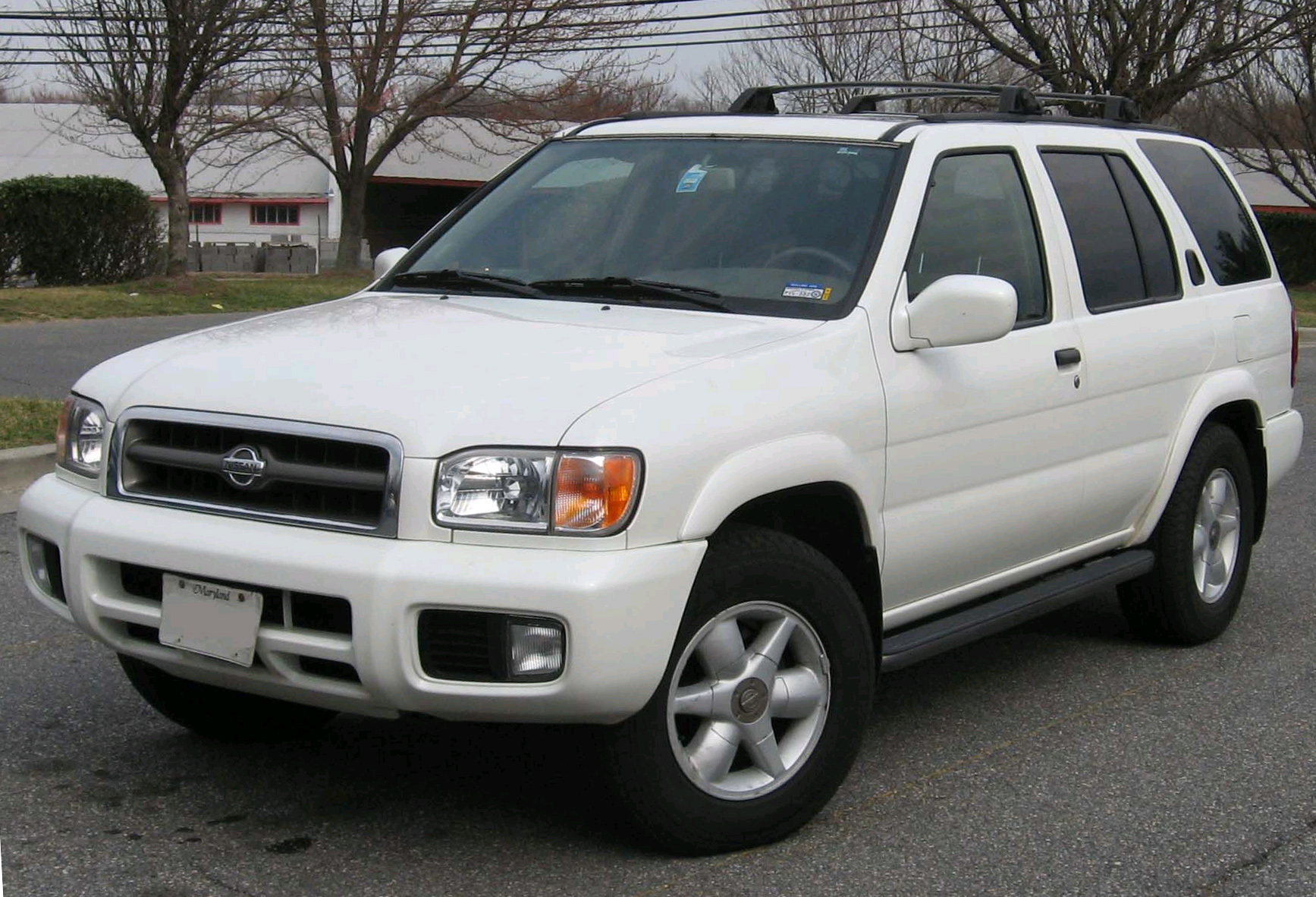
닛산 패스파인더 정측면

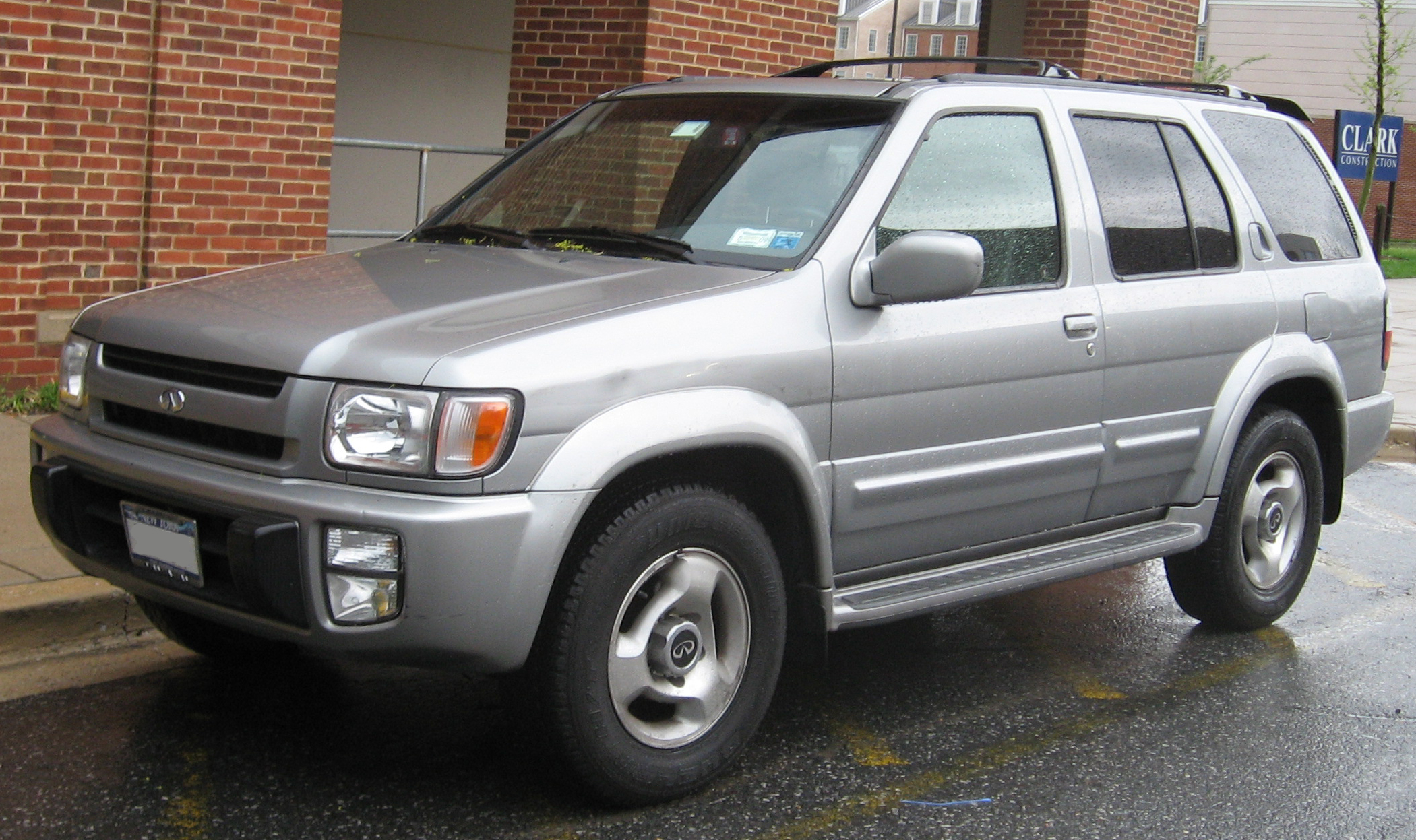
인피니티 QX4 정측면

3도어가 삭제되고,5도어만 남았다. 인피니티에서는 QX4로 판매되었다.

## 3세대(R51)

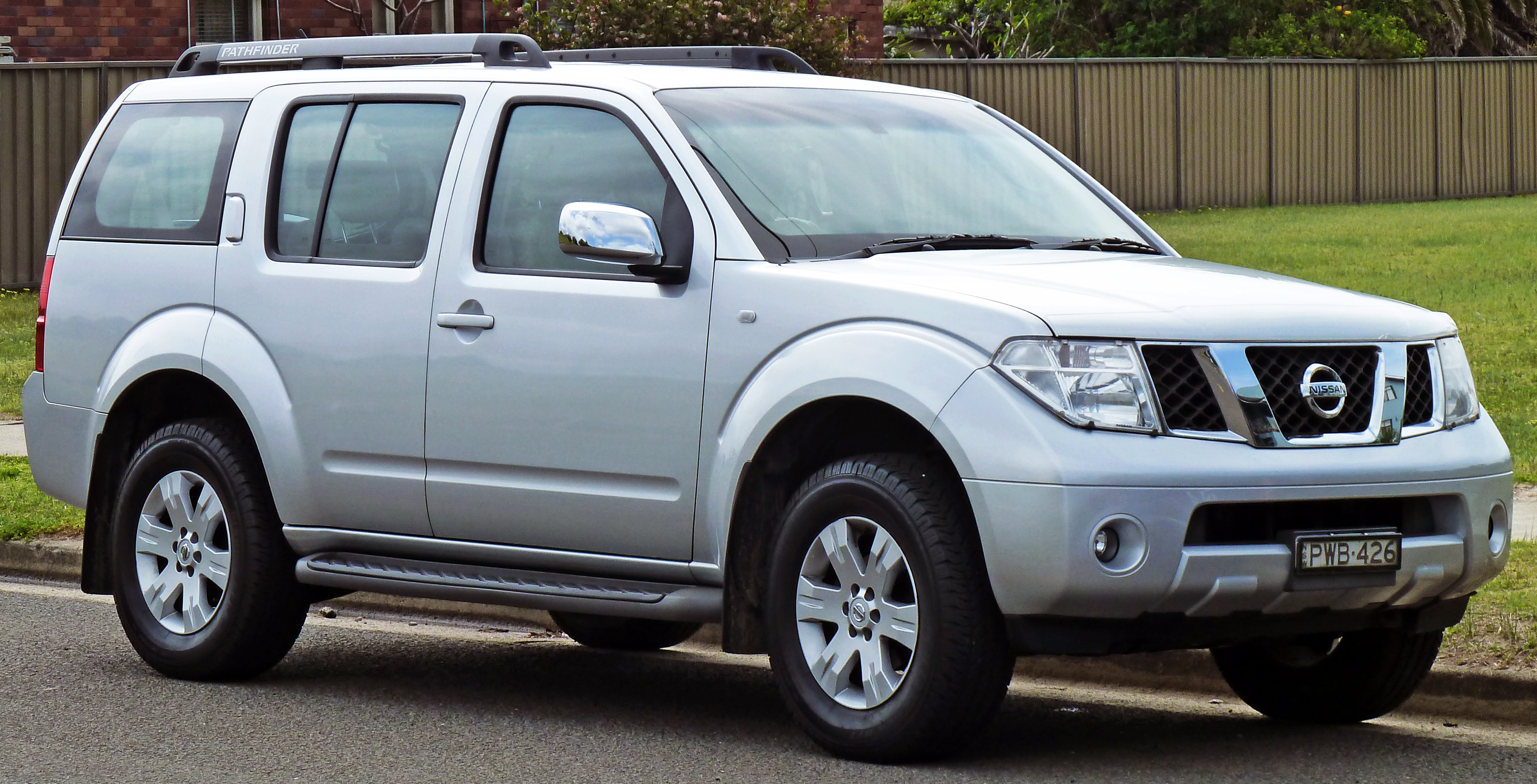
닛산 패스파인더 정측면

## 4세대(R52)

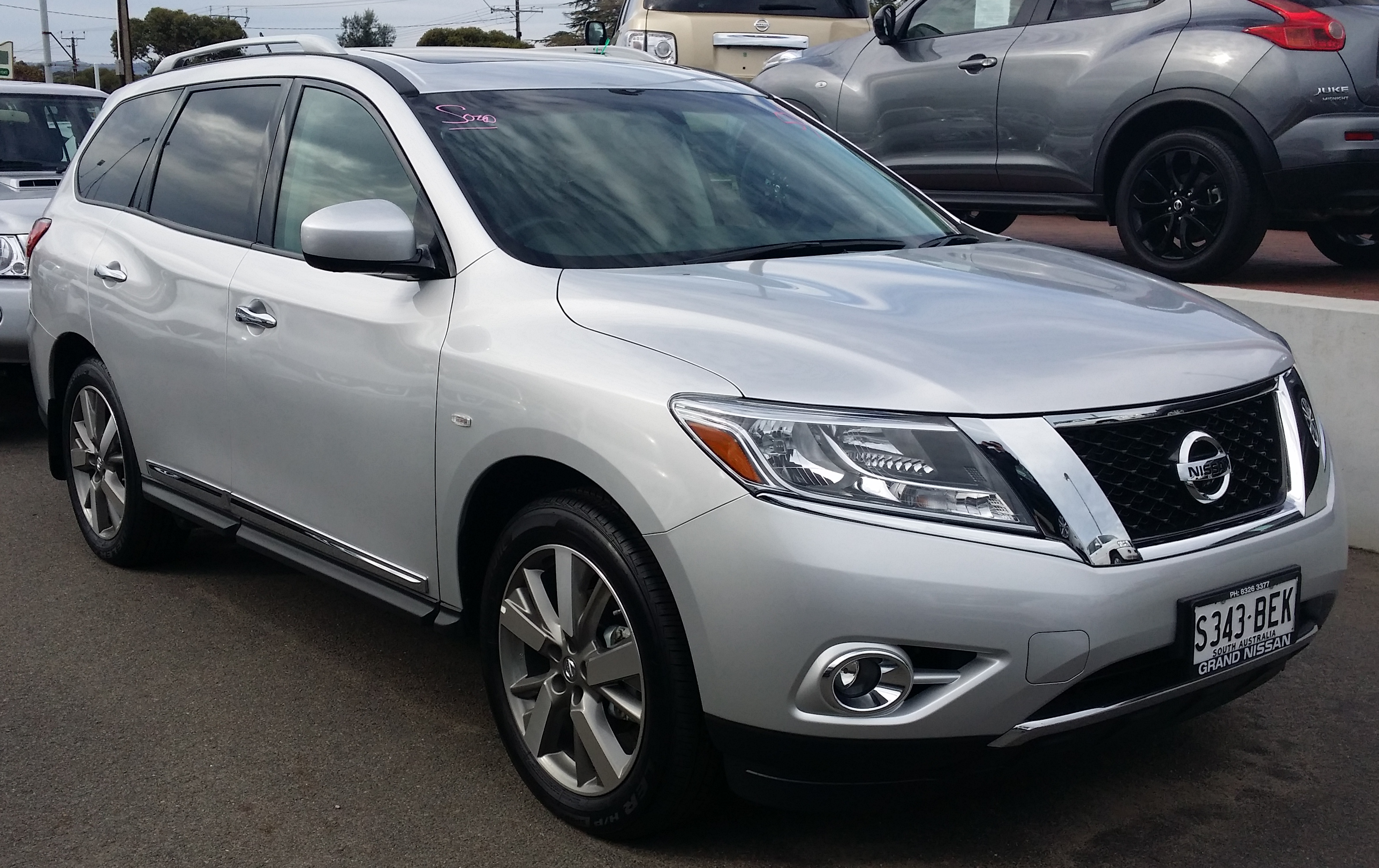
닛산 패스파인더 정측면

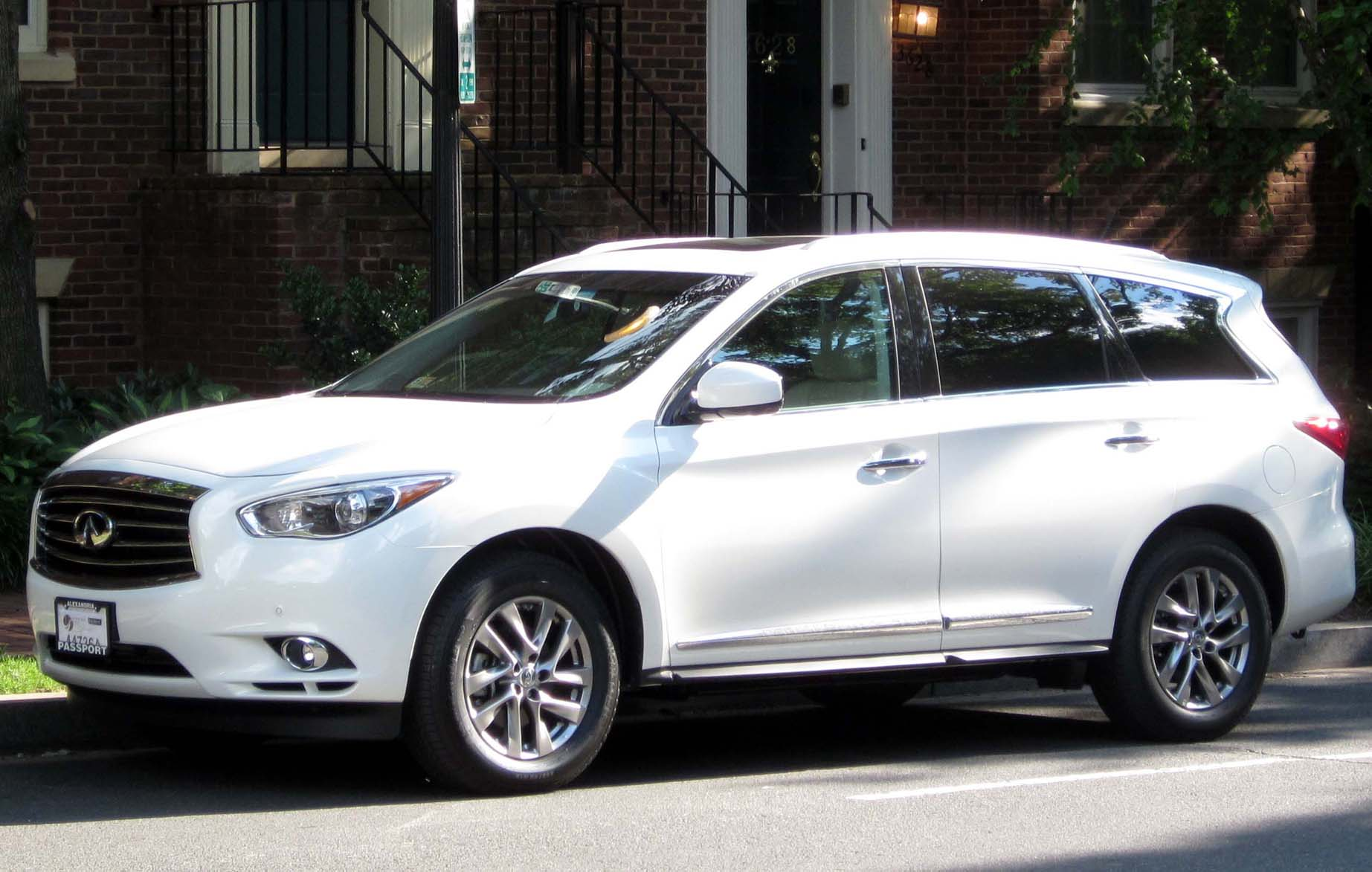
인피니티 JX35 정측면
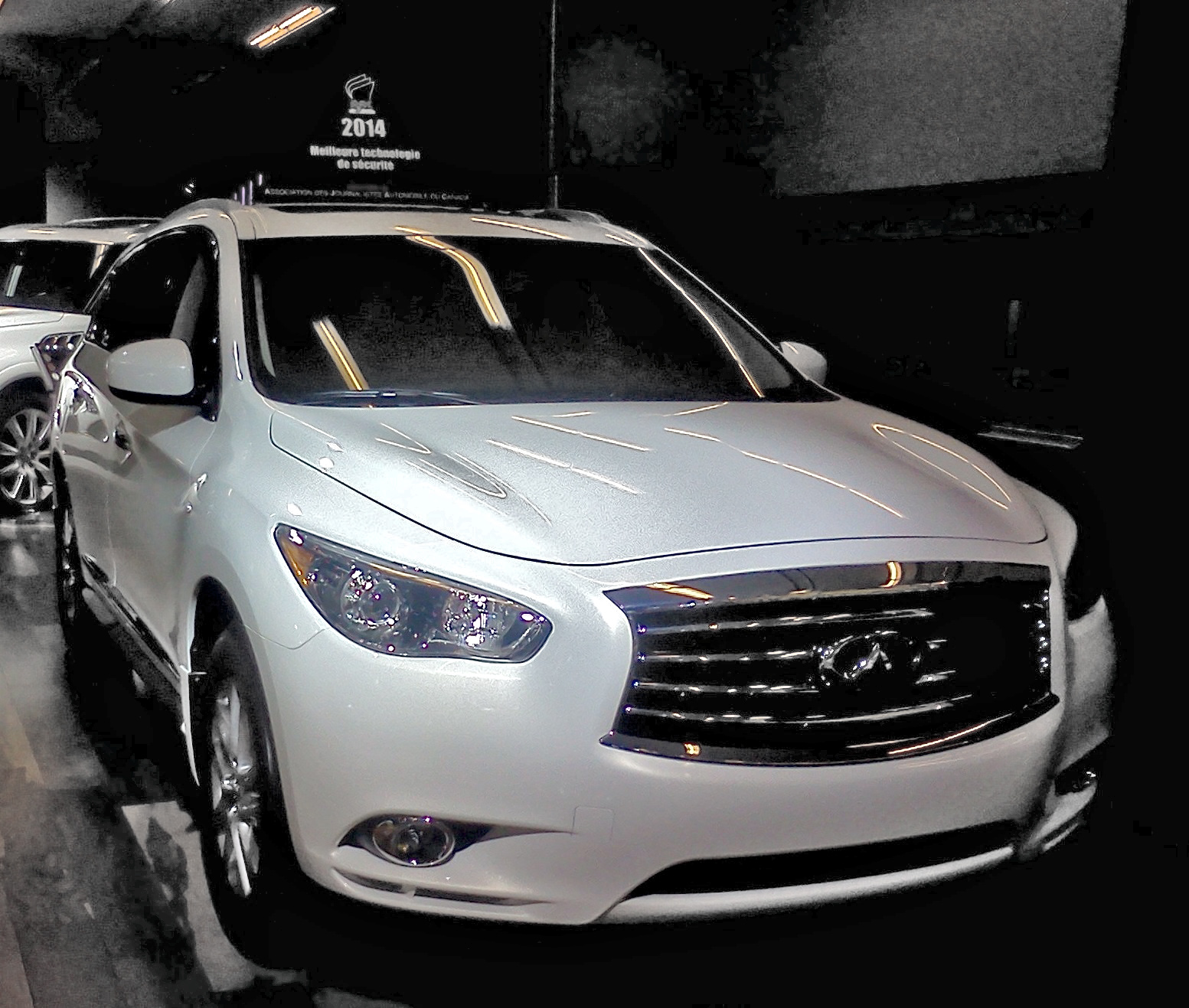
인피니티 QX60(전기형) 정측면
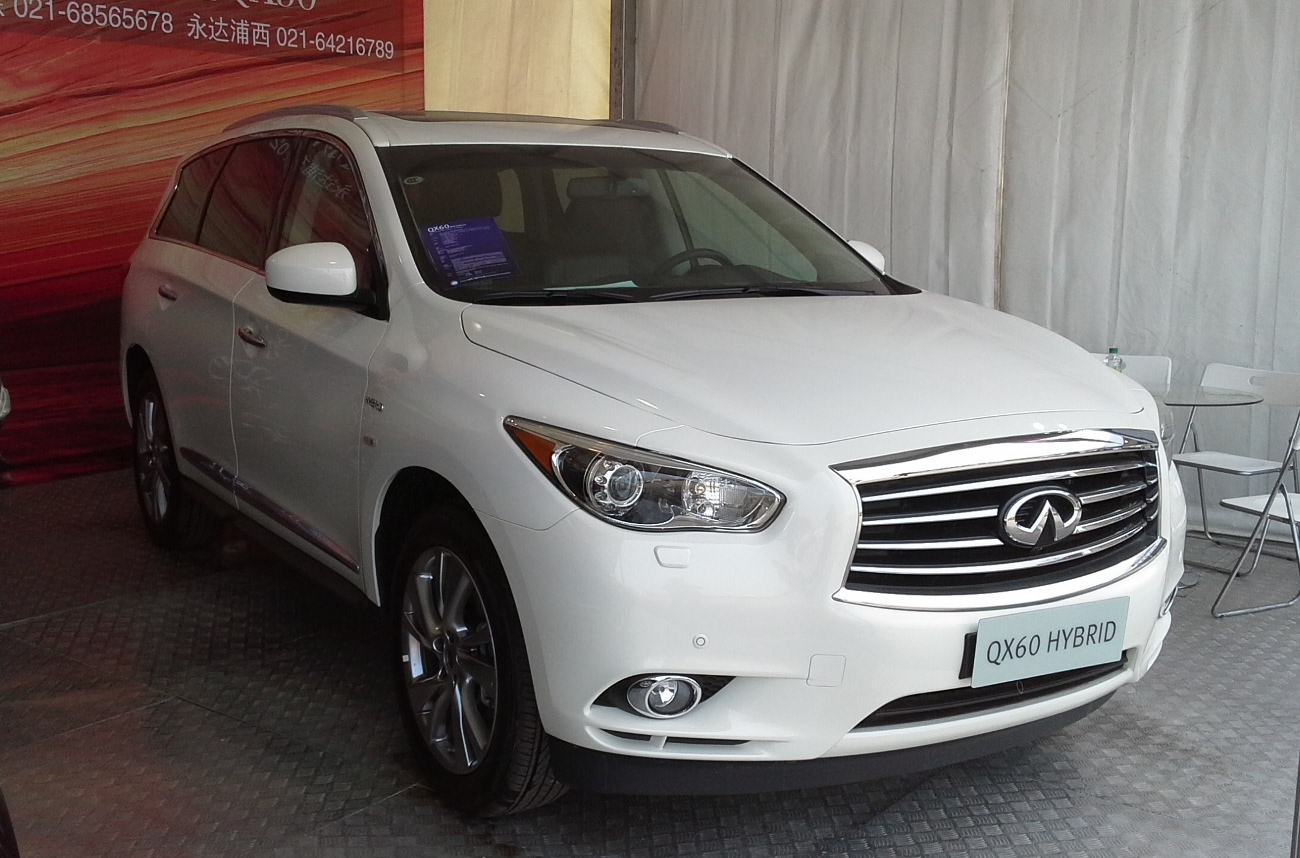
인피니티 QX60(전기형) 하이브리드 정측면
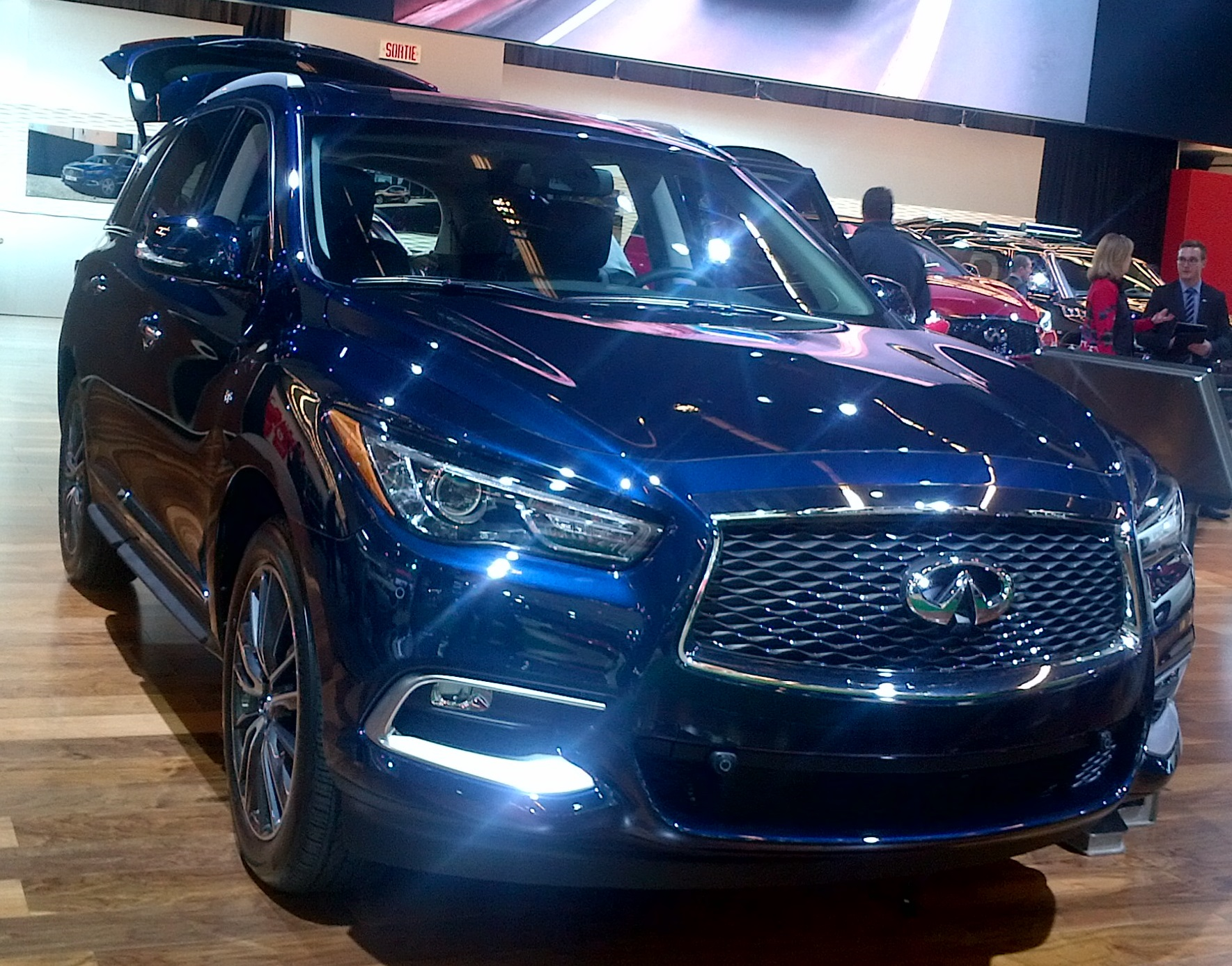
인피니티 QX60(후기형) 정측면

2013년에 출시되었다. 프래임 바디에서 모노코크 바디로 되었다. 대한민국에서도 4세대부터 들여오기 시작하였다.

## 경쟁 차종
- 현대자동차 - 맥스크루즈, 팰리세이드
- 기아자동차 - 모하비, 텔루라이드
- 쉐보레 - 트래버스
- 쌍용자동차 - G4 렉스턴
- 혼다 - 파일럿
- 포드 - 익스플로러, 플렉스
- 폭스바겐 - 투아렉, 아틀라스
- 지프 - 그랜드 체로키
- 닛산 - 패스파인더